# Агиос Продромос (дем Полигирос)
Агиос Продромос или Решетник (на гръцки: Άγιος Πρόδρομος, до 1927 Ρεσετνίκια, Ресетникия, до 1928 Άγιος Πέτρος, Агиос Петрос) е село в Егейска Македония, Гърция, част от дем Полигирос в административна област Централна Македония.

## География
Агиос Продромос е разположен в центъра на Халдикидическия полуостров между планините Хортач и Холомонда.

## История

### В Османската империя
Църквата „Успение Богородично“ в Решетник е от 1857 година. Александър Синве ("Les Grecs de l’Empire Ottoman. Etude Statistique et Ethnographique"), който се основава на гръцки данни, в 1878 година пише, че в Ресетникия (Ressetnikia), Ардамерска епархия, живеят 560 гърци. Към 1900 година според статистиката на Васил Кънчов („Македония. Етнография и статистика“) в Решетникъ живеят 550 жители гърци християни.
По данни на секретаря на Българската екзархия Димитър Мишев („La Macédoine et sa Population Chrétienne“) в 1905 година в Решетник (Rechetnik) има 480 гърци.

### В Гърция
В 1912 година, по време на Балканската война, в Решетник влизат гръцки части и след Междусъюзническата война в 1913 година остава в Гърция. В 1927 година селото е прекръстено на Агиос Петрос, но на следната 1928 година името му е сменено отново на Агиос Продромос по името на средновековната църква „Свети Йоан Предтеча“, разположена извън селото.
| Име     | Име      | Ново име | Ново име | Описание                                    |
| ------- | -------- | -------- | -------- | ------------------------------------------- |
| Пиргуди | Πυργούδι | Корифи   | Κορυφή   | възвишение на СИ от Агиос Продромос (577 m) |
| Бара    | Μπάρα    | Клисто   | Κλειστό  | местност на СЗ от Агиос Продромос           |
| Нейфтос | Νέϊφτος  | Псилома  | Ψήλωμα   | връх на С от Агиос Продромос (704,5 m)      |